# The Parliaments
The Parliaments era il nome di un gruppo musicale statunitense fondato a Plainfield nel New Jersey, primo nucleo dei Parliament. Il gruppo si rifaceva a Frankie Lymon & the Teenagers, all'R&B e al doo wop, ma con il passare del tempo i loro testi divennero sempre più bizzarri e stravaganti.

## Storia
Il quintetto dei Parliaments si formò intorno alla figura di George Clinton che, prima di diventare un noto cantante, svolgeva la mansione di barbiere.. I Parliaments attraversarono numerosi cambi di etichetta, pubblicando senza grande successo diversi EP, Poor Willy/Party Boys (Apt), Lonely Island/Cry for Flip (Golden World) e Heart Trouble/That Was My Girl (Golden World).
Nel 1967 i Parliaments pubblicarono, presso la casa discografica Revilot, I Wanna Testify che raggiunse la posizione numero 3 nella classifica R&B e la numero 20 in quella Pop delle Billboard Music Charts. A questa affermazione seguì nel 1968 un contenzioso con la Revilot, quindi la scelta da parte di Clinton di rinominare il gruppo Funkadelic (un nome che esprimeva in maniera chiara l'orientamento del complesso verso un suono funky e alludeva al popolare genere della musica psichedelica), e renderne membri effettivi i musicisti, che fino ad allora si limitavano ad accompagnare i Parliaments, tra cui emergeva Billy Bass Nelson.
A partire dai primi anni settanta, alcuni dei musicisti appartenenti ai Parliaments divennero i più noti Parliament, fra i maggiori gruppi funk degli anni settanta.
Nel 1995 molte delle tracce dei Parliament uscirono sull'album Testifyin', pubblicato dalla Goldmine/Soul.

## Formazione
- George Clinton
- Stingray Davis
- Fuzzy Haskins
- Calvin Simon
- Grady Thomas

## Discografia

### Singoli
- 1959 – Poor Willie/Party Boys
- 1960 – Lonely Island/You Make Me Wanna Cry
- 1966 – Heart Trouble/That Was My Girl
- 1967 – (I Wanna) Testify/I Can Feel the Ice Melting
- 1967 – All Your Goodies Are Gone/Don't Be Sore at Me
- 1968 – Little Man/The Goose (That Laid the Golden Egg)
- 1968 – Look at What I Almost Missed/What You Been Growing
- 1968 – Good Old Music/Time
- 1968 – A New Day Begins/I'll Wait

### Compilation
- 1997 - Testifyin: The Mid 60's Detroit Sessions